# Estrela da Liberdade Alves Faria
Estrela da Liberdade Alves Faria (Évora, 9 de Outubro de 1910 — Lisboa, 1976) foi uma pintora portuguesa; pertence à segunda geração de pintores modernistas portugueses.

## Biografia / Obra

Cabeça de rapariga, (Prémio Columbano, 1945)

Frequentou a Escola de Belas-Artes de Lisboa, onde foi aluna de Veloso Salgado, e a Escola de Belas Artes, Paris (1938). Bolseira do Instituto de Alta Cultura para se aperfeiçoar nas técnicas da pintura a fresco e de cerâmica em França, Itália e Holanda (1948). Residiu em São Paulo, no Brasil, entre 1953 e 1958. Foi professora na Escola de Artes Decorativas António Arroio.
Expôs em diversos Salões da Sociedade Nacional de Belas Artes. Colaborou na decoração do Pavilhão Regional da Exposição do Mundo Português em 1940. Participou em multiplas exposições coletivas em Portugal e no estrangeiro, de onde podem destacar-se: XXV Bienal de Veneza (1950); II Bienal de S. Paulo, Brasil (1953); III Bienal de S. Paulo (1955), em que vence o Prémio de Pintura da Secção Portuguesa; quatro edições das Exposições de Arte Moderna do S.P.N./S.N.I. (vence o prémio Columbano em 1945); II Exposição de Artes Plásticas da Fundação Calouste Gulbenkian, 1961; etc.
Expôs para a inauguração da Galeria Malhoa em Junho 1961 obras de época de Paris 1948-1956; Paisagem do sena,Cabeça de Rapariga, Nu e Jardim des plantes.
Entre as obras de pintura mural que realizou podem destacar-se: as que se encontram em Lisboa no Museu de Arte Popular,   Museu de Arte Popular, Cinema Alvalade; em Estremoz na Escola Secundária Rainha Santa Isabel (antiga Escola Industrial e Comercial de Estremoz) e no Banco Nacional Ultramarino, no Rio de Janeiro.
Está representada em coleções públicas e privadas, nomeadamente: Centro de Arte Moderna na Fundação Calouste Gulbenkian, Museu do Chiado, Museu da Cidade, todas elas em Lisboa.

## Prémios
- 1937 - Medalha de ouro na Exposição Internacional de Paris
- 1945 - Prémio Columbano